# Preludi op. 28, núm. 15 (Chopin)

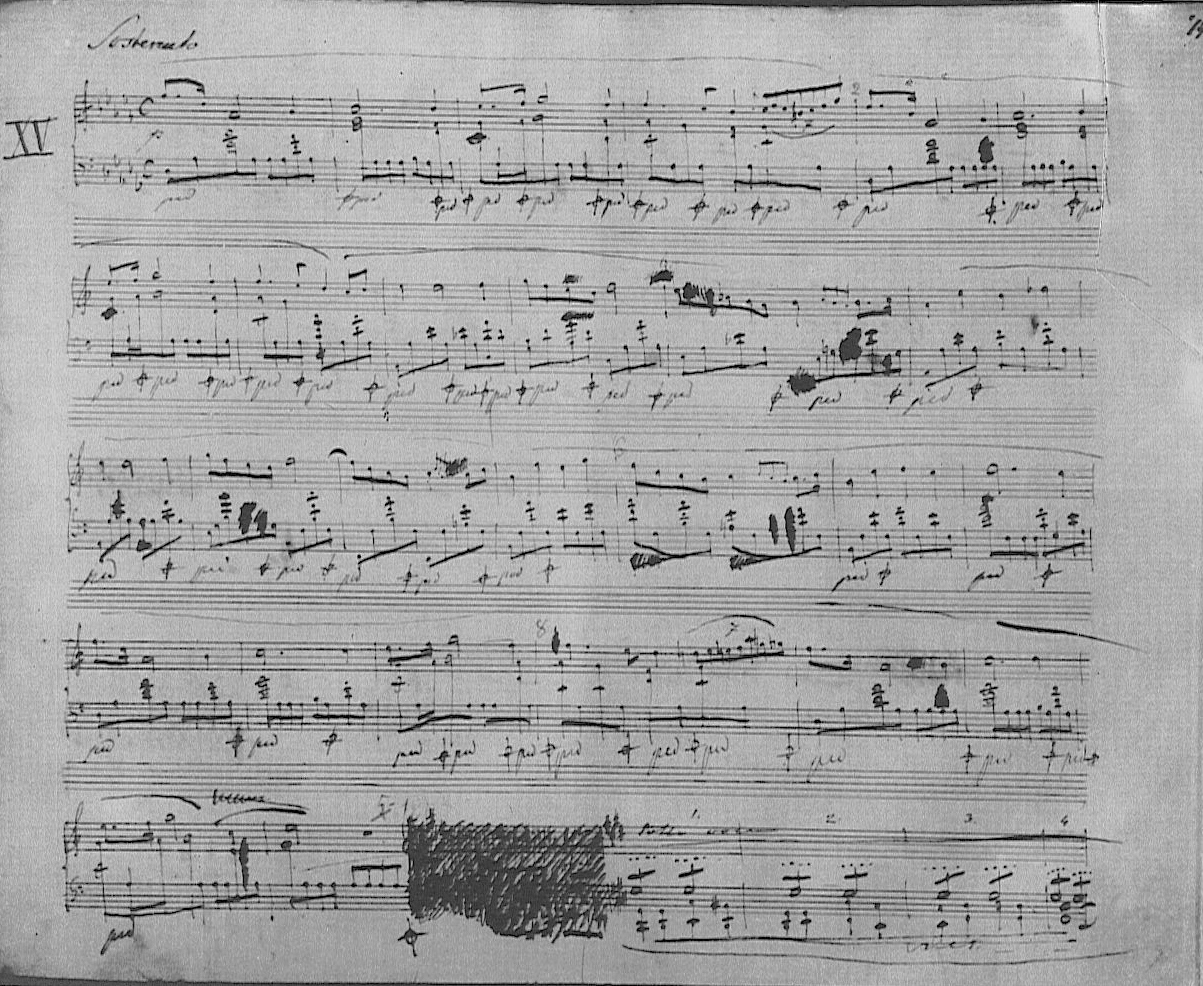
Manuscrit autògraf de la primera pàgina del Preludi núm. 15

El "Preludi op. 28, núm. 15", en re bemoll menor, de Frédéric Chopin és un dels seus 24 Preludis. És conegut com el Preludi la "Gota d'aigua". La seva durada habitual és d'entre cinc i set minuts, sent el més llarg de tots els preludis. Aquesta composició és coneguda per la seva repetitiva nota la bemoll, que apareix al llarg de tota la peça i pot fer pensar en l'efecte sonor de l'insistent goteig d'una gota d'aigua.

## Composició
Algunes, encara que no totes, de les peces de l'opus 28 van ser compostes durant l'estada de Chopin i George Sand a la Cartoixa de Valldemossa, a Mallorca, el 1838. A Histoire de ma vie (Història de la meva vida), Sand relata com una tarda ella i el seu fill Maurici, tornant de Palma patint un gran tempesta, van trobar a Chopin, molt abstret, que va exclamar:
[…] "Ah! Sabia que éreu morts". Mentre tocava el piano va tenir un somni en el que es va veure a si mateix ofegat en un llac mentre grans gotes d'aigua gelada queien de forma regular sobre el seu pit. Quan li vaig fer escoltar el so de les gotes de pluja que, de veritat, estaven caient des de la teulada, rítmicament, va negar haver-les sentit. Es va enfadar molt que jo ho interpretés com la mostra d'un so imitatiu. Va protestar amb tota la seva força -i tenia raó- contra la puerilitat d'aquesta imitació auditiva. El seu geni era ple de misteriosos sons de la natura, però transformats en sublims equivalències musicals en el seu pensament però no a través d'imitacions sense originalitat dels sons reals."
Sand no va dir quin era el preludi al que Chopin feia referència en aquella ocasió però gran part dels crítics musicals assumeixen que va ser el preludi núm. 15 pel repetitiu la bemoll que suggereix el suau patró de la pluja. Peter Dayan apunta que Sand va acceptar les protestes de Chopin amb relació a que el preludi no era una imitació del so d'una gota de pluja sinó la translació de les harmonies naturals realitzades pel geni de Chopin. Frederick Niecks diu que el preludi "et fa pensar en el claustre del monestir de Valldemossa i en una processó de monjos portant a un germà al seu últim estatge tot cantant lúgubres absoltes en la fosca nit".

## Descripció

Inici del Preludi núm. 15 ("La gota d'aigua"). Edició Urtext.

El preludi comença amb un tema serè en re bemoll major. Canvia després a un lúgubre interludi en do sostingut menor amb "un pedal dominant que no para mai, un baix obstinat". El repetitiu la bemoll que se sent des del la primera secció es torna més insistent. A continuació acaba el preludi amb una repetició del tema original. Niecks dius, "La part en do sostingut menor ... t'afecta com un somni opressiu; la reaparició del tema original en re bemoll espanta l'horrible malson i reintrodueix la frescor de la natura somrient i familiar; només després de l'horror de la imaginació es pot apreciar la seva serena bellesa en la seva totalitat.

## Llegat cultural
Apareix en diverses pel·lícules:
- Moonraker, de James Bond, on el malvat "Sir Hugo Drax" toca aquest Preludi núm. 15 en un gran piano quan Bond ve a visitar-lo.
- Shine, sobre la vida del pianista David Helfgott.
- Somnis d'Akira Kurosawa; apareix en la secció "Corbs".
- Captain America (1990); l'heroi toca la peça per impedir a Red Skull que destrueixi el sud d'Europa.
- Face/Off de John Woo; en una escena d'entre Castor Troy i Eve Archer.
- Margin Call; mentre Kevin Spacey dorm a la seva oficina però és despertat pel clímax del preludi en la part intermèdia.
- Battle Royale; pel·lícula japonesa, el preludi s'utilitza en el tràiler anglès.
- Prometheus (2012) de Ridley Scott; apareix també en els crèdits finals.

També en videojocs:
- Halo 3; el dramàtic interludi del preludi es va utilitzar en la promoció del joc.
- Eternal Sonata; en general, la música de Chopin té un paper important en aquest joc.